# جورج تومسون (طيار)
جورج تومسون (بالإنجليزية: George Thompson)‏ هو طيار أمريكي، ولد في 3 أبريل 1888، وتوفي في 21 أغسطس 1912 في لامار في الولايات المتحدة.